# La Storta
La Storta är Roms femtioförsta zon och har beteckningen Z. LI. La Storta (av italienska storta, "kurva", "krök") åsyftar Via Cassias kurvor i orten. Zonen La Storta bildades år 1961. 
La Storta gränsar till Cesano, Isola Farnese, La Giustiniana, Ottavia, Casalotti och Santa Maria di Galeria.

## Kyrkobyggnader
- Cappella della Visione di Sant'Ignazio di Loyola, kapell uppfört på den plats där den helige Ignatius av Loyola hade sin uppenbarelse
- Sacri Cuori di Gesù e Maria

## Monument och sevärdheter
- Castello della Castelluccia
- Casali di San Nicola presso la tenuta di Acquaviva
- Villa Incisa della Rocchetta già Casino di Caccia della tenuta Olgiata
- Ninfeo presso il Casino di caccia della Tenuta di Acquaviva
- Villa Bertolami
- Casale secondario della tenuta di Acquaviva
- Casale della Posta Vecchia
- Santa Rosa
- Torre delle Cornacchie
- Torre di Spizzichino

## Kommunikationer
Järnvägsstationer
- FL3 La Storta på linjen Roma-Capranica-Viterbo

## Bilder
| - Katedralen Sacri Cuori di Gesù e Maria. |